# بابی ئی. لوتگه
روبرت اروین لوتگه (آلمانی: Robert Erwin Lüthge؛ ‏ ۱۲ سپتامبر ۱۸۹۱ – ۱۱ مارس ۱۹۶۴) فیلم‌نامه‌نویس اهل آلمان بود.
از فیلم‌هایی که وی در آن‌ها نقش داشته است، می‌توان به یک همسر سیاستمدار و واترلو اشاره نمود.